# L'orchestra del Titanic
L'orchestra del Titanic è un romanzo pubblicato dallo scrittore italiano Alessandro Perissinotto nel 2008, l'ultimo della trilogia di genere giallo dedicata alle indagini della psicologa torinese Anna Pavesi.

## Trama
La psicologa Anna Pavesi, che si è fatta suo malgrado fama di abile indagatrice, riceve l'incarico da parte della madre di una ragazza incolpata di omicidio in Tunisia di accertare se è possibile salvarla dalla prigione.
Il fatto è avvenuto in un villaggio turistico sull'isola di Gerba; mentre si trovava in vacanza insieme al fidanzato Ermanno, la trentenne Aurora Melzi è stata trovata in stato confusionale accanto al cadavere dell'animatore italoamericano Johnny Caputo.
Anna accetta l'incarico. Parte per la Tunisia insieme al suo nuovo compagno, il medico Marco, e viene ospitata dalla direzione del villaggio vacanze che le chiede di mantenere segreta l'indagine per non diffondere il panico tra gli ospiti. Aurora è piantonata in ospedale, Anna sa che la ragazza soffre di schizofrenia e quindi è plausibile che abbia dimenticato non solo la dinamica dell'omicidio, ma persino la ragione per cui si trovasse in camera con un animatore mentre il suo fidanzato Ermanno stava facendo una regata.
Richiamato sul lavoro, Marco rientra in Italia. Poco per volta Anna vede incrinarsi il muro di silenzio intorno alla morte dell'animatore, fino a arrivare a una conclusione soddisfacente per la sua cliente: ma si troverà un paio di volte in situazioni di pericolo diretto, e dovrà fidarsi di alcuni lavoratori locali che la contattano, mentre intorno a lei la vita del villaggio continua irreale, come l’orchestra che sul Titanic ha continuato a suonare mentre il transatlantico affondava.

## Edizioni
- Alessandro Perissinotto, L'orchestra del Titanic, coll. Narrativa Italiana, Rizzoli, 2008,  pp. 322, ISBN 978-8817024693.